# Saraisk
Saraisk (russisch Зара́йск) ist eine Stadt mit 24.645 Einwohnern (Stand 14. Oktober 2010) in Russland in der Oblast Moskau. Sie liegt 162 Kilometer südöstlich von Moskau am Ossjotr, einem Nebenfluss der Oka.

## Geschichte

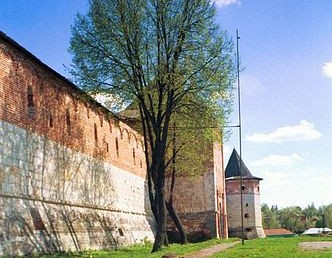
Mauer und Türme des Saraisker Kremls

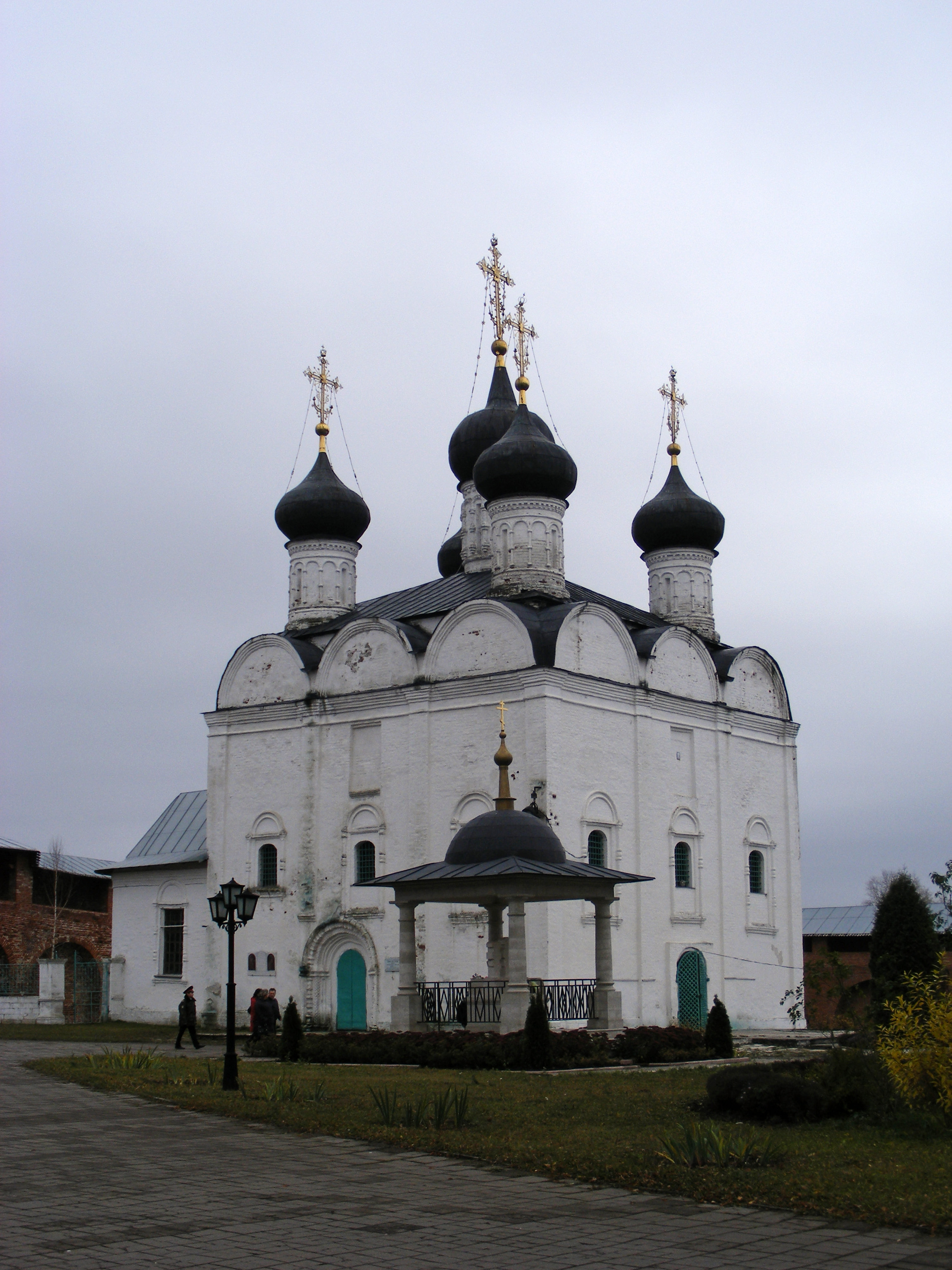
Die Nikolaus-Kathedrale aus dem Jahr 1681

Archäologische Funde aus dem Jahr 2008, darunter Knochenwerkzeuge und Venusfigurinen aus Elfenbein, deuten darauf hin, dass der Platz des heutigen Saraisk bereits in der Altsteinzeit besiedelt war.
Der Ort Saraisk entstand im 12. Jahrhundert als ein Dorf namens Krasnoje und ist damit eine der ältesten Städte in der Moskauer Oblast. Der heutige Name der Stadt soll von Saras stammen, was im altrussischen Sprachgebrauch ein hohes Flussufer bedeutete, da die Stadt auf einer natürlichen Erhebung am Ufer des Ossjotr liegt. 1237 wurde das Dorf von den Truppen des Batu Khan verwüstet. Wiederangelegt im 14. Jahrhundert unter dem Namen Nowogorodok, erhielt der Ort im frühen 16. Jahrhundert einen Kreml, also eine für altrussische Städte typische, von Mauer mit Türmen umgebene Festung. Damit wurde es für das Großfürstentum Moskau zu einem wichtigen Verteidigungsposten gegen die von Süden her anrückenden Tataren. Zu jener Zeit entstand auch der Name Saraisk. Bis zum Ende des Jahrhunderts wurde es sechsmal von den Tataren überfallen. Anfang des 17. Jahrhunderts besetzten die Truppen des Pseudodimitri II. Saraisk und hielten es bis zur Befreiung im Juli 1609 unter Kontrolle.

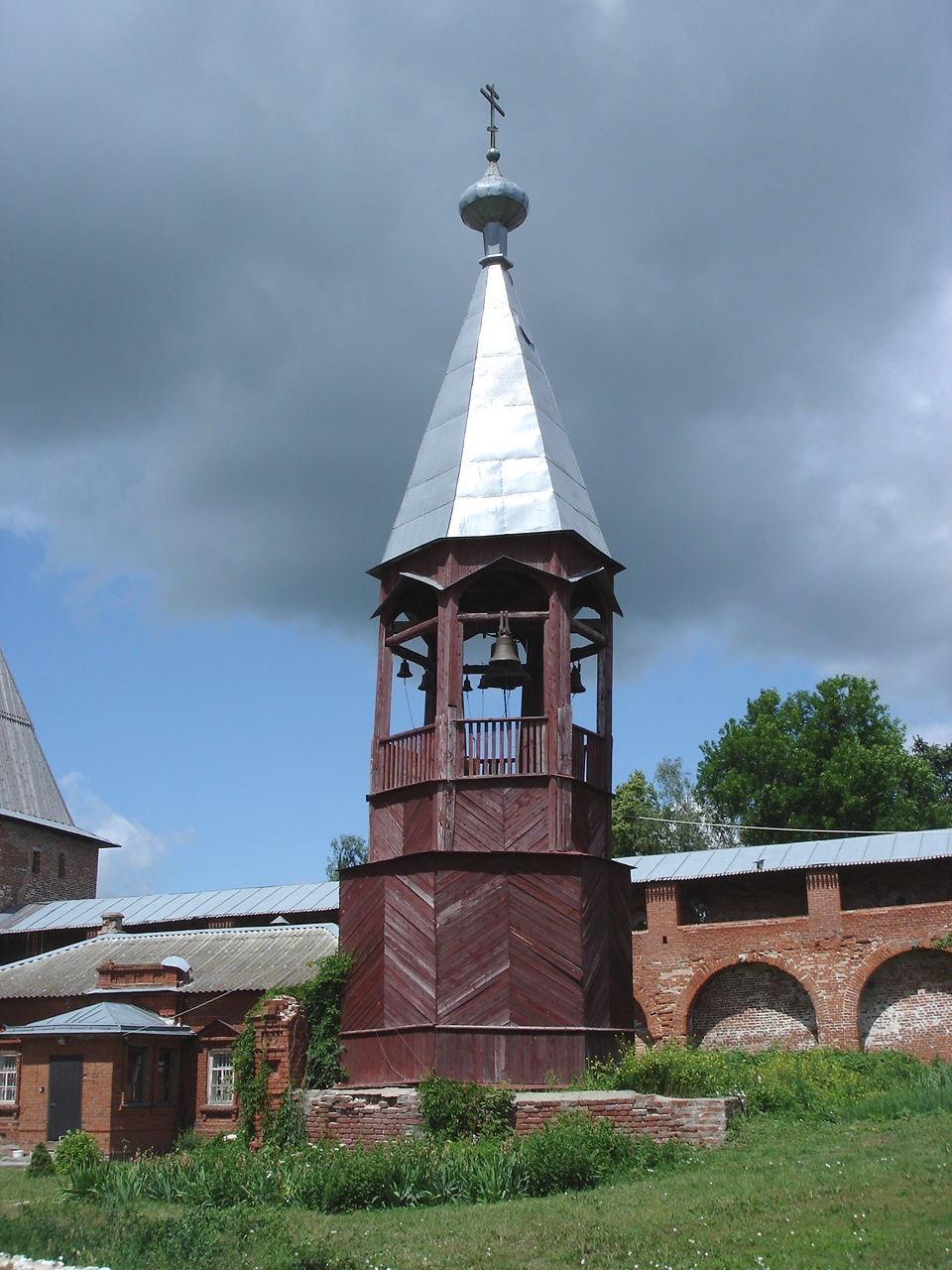
Glockenturm auf dem Gelände des Kremls von Saraisk

Ab Ende des 17. Jahrhunderts verlor Saraisk seine Bedeutung als Festung. Aufgrund seiner Nähe zu einem von Moskau nach Astrachan führenden Handelsweg lebte dort jedoch der Handel auf. Im 18. Jahrhundert wuchs Saraisk um zahlreiche Bauten aus Holz und Backstein. 1778 erhielt Saraisk den Status einer Stadt und gehörte ab 1796 zum Rjasaner Gouvernement. Auch im 19. Jahrhundert lebte die Stadt hauptsächlich vom Handel mit landwirtschaftlichen Erzeugnissen. Allerdings verlor sie ihre einstige Bedeutung durch die Verlegung eines neuen Handelsweges 1847 sowie einer Eisenbahnstrecke 1864, die beide weitab von Saraisk verliefen. Statt des Handels entwickelte sich in der Stadt jedoch gegen Ende des 19. Jahrhunderts die Schuh- und Textilindustrie. 1870 wurde ein Abzweig der sechs Jahre zuvor gebauten Bahnstrecke Moskau–Rjasan nach Saraisk verlegt (sie wurde jedoch im 20. Jahrhundert stillgelegt).
Seit 1929 gehört Saraisk zur Oblast Moskau.

### Bevölkerungsentwicklung
| Jahr | Einwohner |
| ---- | --------- |
| 1897 | 8.054     |
| 1926 | 11.800    |
| 1939 | 17.156    |
| 1959 | 20.789    |
| 1970 | 23.703    |
| 1979 | 26.659    |
| 1989 | 26.958    |
| 2002 | 25.093    |
| 2010 | 24.645    |

Anmerkung: Volkszählungsdaten (1926 gerundet)

## Ausgewählte Sehenswürdigkeiten
- Saraisker Kreml (errichtet 1528–1531)
- Dreifaltigkeitskirche (1776–1788)
- Verkündigungskirche mit Glockenturm (1777–1795)
- Prophet-Elijah-Kirche (1819) mit Glockenturm (1835)
- Wasserturm (1914)
- Dmitri-Poscharski-Denkmal

## Wirtschaft und Infrastruktur
Die heutige Industrie der Stadt besteht aus einer Textil- und einer Schuhfabrik, landwirtschaftlichen Betrieben sowie einer Fabrik für Baumaterialien, zu der eine eigens in den 1960ern errichtete, elektrifizierte Schmalspurbahnstrecke führt. Einen eigenen Eisenbahnanschluss hat Saraisk nicht, der nächste Bahnhof an der Moskau–Rjasaner Strecke befindet sich in Luchowizy. Es bestehen jedoch regelmäßige Busverbindungen von Saraisk nach Moskau, Rjasan, Kolomna und in andere benachbarte Städte.

## Söhne und Töchter der Stadt
- Anna Golubkina (1864–1927), Bildhauerin
- Nikolai Meschtscherjakow (1865–1942), Revolutionär und Publizist
- Wiktor Winogradow (1895–1969), Literaturhistoriker, Philologe
- Nikolai Organow (1901–1982), sowjetischer Politiker
- Walentina Sperantowa (1904–1978), Theater- und Filmschauspielerin
- Boris Ponomarjow (1905–1995), Politiker
- Wiktor Leonow (1916–2003), sowjetischer Marineoffizier
- Nikolai Wnukow (1925–2011), Schriftsteller